# مهند عسيري
مهند عسيري (14 أكتوبر 1986)، لاعب كرة قدم سعودي لعب سابقاً في المنتخب السعودي لكرة القدم.

## حياته
ولد في مدينة محايل عسير. كانت بداياته في نادي الشهيد بـمحايل عسير وكان سبب انتقاله لنادي الوحدة بروزه مع منتخب المدارس آنذاك حيث وقع العقد بقيمة 100.000 ألف ريال وكان هداف الفريق. ويتميز مهند بارتقائه والتسجيل بالرأس. انتقل في مطلع عام 2012 إلى نادي الشباب، وفي 4 أغسطس 2014 انتقل إلى نادي الأهلي السعودي بعقد يمتد لثلاث سنوات بقيمة 14 مليون ريال سعودي. مثّل المنتخب السعودي في خليجي 20 في اليمن و في كأس آسيا 2012 في قطر.

## إنجازته

### إنجازاته المحليّة
يعتبر مهند عسيري أول لاعب سعودي يسجل في ملعب الجوهرة المشعة، وأول لاعب يحرز هدفين متتالين، وذلك بتاريخ 1 مايو 2014. في نهائي كأس الملك لعام 2014 وافتتاح ملعب الجوهرة المشعة وبحضور خادم الحرمين الشريفين الملك عبدالله بن عبدالعزيز حيث ساهم حصول فريقه على لقب كأس الملك حيث سجل هدفين وساهم في هدف وانتهت المبارة بالفوز بثلاثية لصالح نادي الشباب.

### إنجازاته الدولية
في يونيو عام 2018، تم اختيار عسيري وضمه إلى التشكيلة النهائية للمنتخب السعودي والمُشاركة بمونديال كأس العالم 2018 في روسيا.

### أهدافه الدولية
| الرقم | التاريخ        | المكان                                       | المنافس   | الهدف | النتيجة | البطولة              |
| ----- | -------------- | -------------------------------------------- | --------- | ----- | ------- | -------------------- |
| 1.    | 9 أكتوبر 2010  | استاد الأمير عبد الله الفيصل، جدة، السعودية  | أوزبكستان | 2–0   | 4–0     | ودية                 |
| 2.    | 9 أكتوبر 2010  | استاد الأمير عبد الله الفيصل، جدة، السعودية  | أوزبكستان | 3–0   | 4–0     | ودية                 |
| 3.    | 22 نوفمبر 2010 | استاد 22 مايو، عدن، اليمن                    | اليمن     | 3–0   | 4–0     | كأس الخليج العربي 20 |
| 4.    | 26 فبراير 2018 | مدينة الملك عبد الله الرياضية، جدة، السعودية | مولدوفا   | 3–0   | 3–0     | ودية                 |

## بطولاته

### مع ناديالشباب
- كأس خادم الحرمين الشريفين 2014

### مع ناديالأهلي
- كأس ولي العهد السعودي 2014–15
- دوري المحترفين السعودي 2015–16
- كأس خادم الحرمين الشريفين 2016
- كأس السوبر السعودي 2016

## روابط خارجية
- مهند العسيري على موقع الاتحاد الدولي (مؤرشف)  (الإنجليزية)
- مهند العسيري على موقع قاعدة بيانات كرة القدم.إي يو (الإنجليزية)
- مهند العسيري على موقع ناشيونال فوتبول تيمز (الإنجليزية)
- مهند العسيري على موقع Soccerway.com (الإنجليزية)